# Donax sebae
Donax sebae is een tweekleppigensoort uit de familie van de Donacidae. De wetenschappelijke naam van de soort is voor het eerst geldig gepubliceerd in 2008 door Cecalupo, Buzzurro & Mariani.